# Manuel Gaspar de Almeida Noronha Portugal Camões de Albuquerque Moniz e Sousa
D. Manuel Gaspar de Almeida Noronha Portugal Camões de Albuquerque Moniz e Sousa (29 de agosto de 1845 — 16 de dezembro de 1901 em sua casa da Ameixoeira), 9.º Marquês de Angeja.
Sucedeu à casa, e a todos os senhorios e honras de seu pai. Carácter excêntrico, despretensioso e alegre, era fidalgo da maior nobreza, conseguira ser ao mesmo tempo uma das figuras mais populares de Lisboa. Afastado da vida assídua da corte, dedicou a sua atividade à lavoura e a administração modelar da sua magnífica propriedade da Lapa, deu-lhe um lugar primacial entre os agricultores portugueses.
Um dos fundadores do Albergue das Crianças Abandonadas. Concedido o título de Marquês pelo decreto de 29 de março de 1883.